# اگ هاربور (نیوجرسی)
اگ هاربور (به انگلیسی: Egg Harbor Township) شهری در ایالت نیوجرسی کشور ایالات متحده آمریکا است که جمعیت آن در سرشماری سال ۲۰۱۰ میلادی، ۴۳٬۳۲۳ نفر بوده‌است.